# Burza (Štětín)
Burza ve Štětíně (německy Börse / Haus der Wirtschaft) je neexistující budova burzy ve Štětíně, která byla postavená v letech 1833–1835  a stržena v roce 1951. Původní adresa stavby je Frauenstraße 30 (v současné době ulice Panieńska).

## Historie
Budova odkazovala na architekturu arch. Karla Friedricha Schinkela, který byl silně spjat se Štětínem. Burza byla postavená na místě bývalého Námořnického domu (německy Seglerhaus) a okolních budov na rohu ulic Panieńské a Szewské (Schuhstraße) v blízkosti Staré strážnice (Alte Wache).
V roce 1938, poté, co byl interiér budovy přestavěn, byl její název změněn na Haus der Wirtschaft (dům hospodářství). Budova byla částečně zničena během bombardování Štětína 16./17. srpna 1944. Po roce 1945 bylo plánováno rekonstruovat budovu pro účely Úřadu práce, ale v roce 1951 byla budova stržena. Na jejím místě byl postaven obytný blok.